# Kaindy-Gletscher
Der Kaindy-Gletscher (kirgisisch Кайыңды мөңгүсү) ist ein Gletscher in Kirgisistan.

## Lage
Der Gletscher liegt im äußersten Osten Kirgisistans im Oblus Yssyk-Köl im Tian-Shan-Gebirge etwa 30 Kilometer westlich des Dschengisch Tschokusu, des höchsten Bergs Kirgisistans. Er verläuft etwa 20 Kilometer südlich des Südlichen Engiltschek-Gletschers, des größten Gletschers im Tian Shan, ungefähr parallel zu diesem.

## Beschreibung
Der Kaindy-Gletscher ist ein Talgletscher und verläuft in dem Tal zwischen der Kaindykette im Süden und der Engiltschekkette im Norden. Der Hauptarm des Gletschers verläuft in Richtung Westen. Er hat eine mittlere Eisdicke von etwa 77 Metern. Mehrere Seitengletscher fließen ihm vor allem von Süden aus Seitentälern der Kaindykette zu, aber auch von Norden aus Seitentälern der Engiltschekkette. Die Länge zwischen höchstem und tiefsten Punkt des Gletschers beträgt 23,5 km, die größte Länge samt Seitenarm 26,7 km. Das Schmelzwasser des Kaindy-Gletschers bildet den Fluss Kaindy.